# Episodi di Lassie (serie televisiva 1954) (nona stagione)
Gli episodi della nona stagione di Lassie sono stati trasmessi per la prima volta negli USA tra il 30 settembre 1962 e il 19 maggio 1963. La stagione fa parte di "The Martin years" in quanto Lassie è di proprietà della famiglia Martin; è stata girata in bianco e nero.
| n° | Titolo originale        | Titolo italiano | Prima TV USA      | Prima TV Italia |
| -- | ----------------------- | --------------- | ----------------- | --------------- |
| 1  | Fine Feathered friend   |                 | 30 settembre 1962 |                 |
| 2  | Quick Brown Fox         |                 | 7 ottobre 1962    |                 |
| 3  | Desperate Search        |                 | 14 ottobre 1962   |                 |
| 4  | Home Within a Home      |                 | 21 ottobre 1962   |                 |
| 5  | Deadly Goats            |                 | 28 ottobre 1962   |                 |
| 6  | Fawn Patrol             |                 | 4 novembre 1962   |                 |
| 7  | Gentle Savage           |                 | 11 novembre 1962  |                 |
| 8  | The Nest                |                 | 18 novembre 1962  |                 |
| 9  | Lassie's Orderal        |                 | 25 novembre 1962  |                 |
| 10 | Howling Hero            |                 | 2 dicembre 1962   |                 |
| 11 | A Career for Lassie     |                 | 16 dicembre 1962  |                 |
| 12 | Show Dog                |                 | 30 dicembre 1962  |                 |
| 13 | Decision                |                 | 6 gennaio 1963    |                 |
| 14 | A Specialist for Lassie |                 | 13 gennaio 1963   |                 |
| 15 | Lassie'e Lonely Burden  |                 | 20 gennaio 1963   |                 |
| 16 | Swimmers                |                 | 27 gennaio 1963   |                 |
| 17 | Lassie's Fish Story     |                 | 3 febbraio 1963   |                 |
| 18 | Cully's Revenge         |                 | 10 febbraio 1963  |                 |
| 19 | The Journey I           |                 | 17 febbraio 1963  |                 |
| 20 | The Journey II          |                 | 24 febbraio 1963  |                 |
| 21 | The Journey III         |                 | 3 marzo 1963      |                 |
| 22 | The Journey IV          |                 | 10 marzo 1963     |                 |
| 23 | The Journey V           |                 |                   |                 |
| 24 | Project Bluebirds       |                 | 24 marzo 1963     |                 |
| 25 | The Twister             |                 | 31 marzo 1963     |                 |
| 26 | Lassie and the Rustler  |                 | 7 aprile 1963     |                 |
| 27 | Lady from Nevada        |                 | 14 aprile 1963    |                 |
| 28 | Operation Woodland      |                 | 21 aprile 1963    |                 |
| 29 | Weasel Warfare          |                 | 28 aprile 1963    |                 |
| 30 | Silver Soldier          |                 | 5 maggio 1963     |                 |
| 31 | A Matter of Pride       |                 | 12 maggio 1963    |                 |
| 32 | Eagle's Lair            |                 | 19 maggio 1963    |                 |